# Festival du film de Sundance
Le festival du film de Sundance (Sundance Film Festival) est le principal festival américain de cinéma indépendant, et l'un des principaux au monde. Il se tient chaque année à Park City et Salt Lake City dans l'Utah. Il présente essentiellement des films indépendants dans des sections compétitives ou non compétitives.

## Historique
Le festival est fondé en août 1978 par Sterling Van Wagenen, John Earle et Cirina Catania sous le nom de « Utah/US Film Festival ». Sa programmation était constituée pour l'essentiel de rétrospectives. Mais le festival propose aussi des courts métrages et des films réalisés hors du système hollywoodien. Le festival reste un événement local jusqu'à ce que Robert Redford, qui habite en Utah, en devienne président et, surtout, jusqu'à ce qu'il soit programmé en janvier, en pleine saison de ski. À partir de 1985, le festival est organisé par une association à but non lucratif, le Sundance Institute. En 1991, la manifestation est officiellement rebaptisée « Sundance Film Festival », en référence au célèbre rôle de Robert Redford dans Butch Cassidy et le Kid (Butch Cassidy and the Sundance Kid en version originale).
De nombreux réalisateurs indépendants ont été révélés par le festival. Parmi ceux-ci, on peut citer Kevin Smith, Joel Coen, Bryan Singer, Robert Rodriguez, Quentin Tarantino, Jim Jarmusch, Rian Johnson ou encore Sean McAllister.
Le Festival du cinéma américain de Deauville (France) a rendu hommage en 2006 au Sundance Institute pour ses vingt-cinq ans d'existence.
Le 28 mars 2025, le festival annonce que les futures éditions du festival se dérouleront à Boulder.

## Programme
En compétition
- U.S. Documentary (docus américains)
- U.S. Dramatic (films américains)
- World Cinema Documentary (docus internationaux)
- World Cinema Dramatic (films internationaux)
- Shorts (courts métrages)

Hors compétition
- Premieres (premières mondiales, présentées par Entertainment Weekly)
- Documentary Premieres (premières mondiales des documentaires)
- Spotlight (célébration du cinéma international)
- Park City at Midnight (premières de films présentant un défi de genre du film d'horreur à la comédie)
- New Frontier (films expérimentaux utilisant les installations médiatiques, les performances multimédia, les expériences trans-média, etc. célébrant la convergence entre le cinéma, l'art et les nouvelles technologies)
- NEXT (films forts, innovants et d'avant-garde dans leur approche de la réalisation ou du scénario ; les technologies numériques et une créativité sans entrave annoncent la nouvelle vague du cinéma américain)
- Collection (redécouverte d'un classique du cinéma indépendant parmi la Sundance Collection à UCLA)

## Prix décernés
Les prix sont décernés dans quatre catégories majeures : documentaire américain (US Documentary ou « US Docu »), documentaire international (World Cinema Documentary ou « WC Docu »), fiction américaine (US Dramatic ou « US Drama ») et fiction internationale (World Cinema Dramatic ou « WC Drama »).
Longs métrages
- Grand prix du jury (Grand Jury Prize) – US Docu, WC Docu, US Drama, WC Drama
- Prix du public (Audience Award) – US Docu, WC Docu, US Drama, WC Drama

- Best of NEXT (Best of NEXT Audience Award)

- Prix de la mise en scène (Directing Award) – US Docu, WC Docu, US Drama, WC Drama
- Prix du scénario (Screenwriting Award) – US Drama, WC Drama
- Prix du montage documentaire (Documentary Editing Award) – US Docu, WC Docu
- Prix de la photographie (Cinematography Award) – US Docu, WC Docu, US Drama, WC Drama

- Prix spécial du jury (Special Jury Prize) – US Docu, WC Docu, US Drama, WC Drama (intitulés variables selon les années)

Courts métrages
- Grand prix du jury pour un court métrage (Short Film Grand Jury Prize)
- Prix du public pour un court métrage (Short Film Audience Award)
- Prix du jury pour un court métrage (Short Film Jury Prize) – US Drama, WC Drama, Non-Fiction, Animation
- Prix spécial du jury pour un court métrage (Short Film Special Jury Award) – (intitulés variables selon les années)

Autres prix
- Prix Alfred P. Sloan (Alfred P. Sloan Feature Film Prize)
- Prix du cinéaste international Sundance / NHK (Sundance/NHK International Filmmaker Award)
- Séances spéciales (Special Screenings)